# Az élet nyomában
Az élet nyomában (eredeti címe: Waking Life) 2001-es amerikai animációs filmdráma, amelyet Richard Linklater írt és rendezett. A főszerepben Wiley Wiggins. 2001. január 23-án mutatták be a Sundance Filmfesztiválon, majd több filmfesztivál programjára is feltűzték. Az Egyesült Államokban október 19-én vetítették a mozikban szűk körben. Magyarországon a Titanic Nemzetközi Filmpresence Fesztiválon volt megtekinthető 2002. október 12-én. A produkciót Arany Oroszlán díjra jelölték a Velencei Nemzetközi Filmfesztiválon.

## Cselekmény
Egy meg nem nevezett fiatalember éteri létet él, amelyből hiányoznak az átmenetek a mindennapi események között, és végül egzisztenciális válságba kerül. Csendben figyel, de később aktívan részt vesz a filozófiai vitákban, amelyekben más szereplők - a furcsa tudósoktól és művészektől kezdve a hétköznapi étteremlátogatókon át a barátokig - olyan kérdésekről beszélgetnek, mint a metafizika, a szabad akarat, a társadalomfilozófia és az élet értelme. Más jelenetekben a főszereplő nem szerepel, hanem a film inkább egy véletlenszerűen kiválasztott, elszigetelt személyre, egy csoportra vagy egy párra összpontosít, akik testetlen nézőpontból ilyen témákról beszélgetnek. A film eközben kitér az egzisztencializmusra, a szituacionista politikára (Situationist International), a poszthumanizmusra, André Bazin filmelméletére és a tudatos álmodásra is, és név szerint utal különböző híres értelmiségi és irodalmi személyiségekre.
A főhős fokozatosan kezd rájönni, hogy egy örök álmot él, amelyet csak az időnkénti hamis ébredések szakítanak meg. Eddig többnyire passzív szemlélődő, ám ez megváltozik, amikor egy arra járó nővel beszélget, aki hirtelen közeledik hozzá. Miután a nő köszönti őt, és megosztja vele kreatív ötleteit, a férfi emlékezteti magát, hogy a nő a saját álmodozó képzeletének szüleménye. Ezután más álomfigurákkal is nyíltabban kezd beszélgetni, de kezd kétségbeesni, hogy álomcsapdába esett. A főhős utolsó beszélgetése egy olyan szereplővel zajlik, akivel korábban a filmben röviden találkozott. Ebből az utolsó beszélgetésből kiderül ennek a másik szereplőnek a véleménye, hogy a valóság talán csak egyetlen pillanat, amelyet az egyén tévesen időnek (és így életnek) értelmez; hogy az élet egyszerűen az egyén állandó tagadása Isten meghívásának, hogy eggyé váljon a világegyetemmel; hogy az álmok bepillantást nyújtanak a valóság végtelen természetébe; és hogy ahhoz, hogy az egyén megszabaduljon az életnek nevezett illúziótól, csak el kell fogadnia Isten meghívását.
A főszereplő utoljára egy felhajtón sétál, amikor hirtelen lebegni kezd, párhuzamba állítva a film elején látható jelenetet, amelyben egy lebegő gyermek látható ugyanazon a felhajtón. A főszereplő bizonytalanul nyúl egy autó kilincse felé, de túl gyorsan emelkedik a jármű fölé és a fák fölé. A végtelen kék égboltba emelkedik, amíg el nem tűnik szem elől.

## Szereplők
| Szerep     | Színész       | Magyar hangja |
| ---------- | ------------- | ------------- |
| főszereplő | Wiley Wiggins | Csőre Gábor   |
| Jesse      | Ethan Hawke   | Holl Nándor   |
| Céline     | Julie Delpy   | Horváth Lili  |

További szereplők a filmben: 
- Eamonn Healy
- Timothy Levitch
- Adam Goldberg
- Nicky Katt
- Caveh Zahedi
- Otto Hofmann
- Richard Lanklater
- Alex Jones
- Kim Krizan
- Louis H. Mackey
- Steven Soderbergh
- David Sosa
- Robert C. Solomon
- Steve Brudniak

## Fogadtatás

### Kritikai visszhang
A filmet nagyon jónak ítélték a kritikusok. A Rotten Tomatoeson 81%-os minősítést ért el 145 értékelés alapján, az összefoglaló szerint: „Az élet nyomában ötletes animációs esztétikája jellegzetes vizuális elemet ad egy olyan filmhez, amely könnyen megpihenhetett volna az okos forgatókönyvén és tehetséges szereplőgárdáján.” Emanuel Levy a Varietytől azt írta: „Ez az ötletes animációs film, amely visszavezeti Linklatert Austinba és a Henyék gyökereihez, összefoglalja mindazokat a filozófiai aggályokat, amelyek az X generáció szószólójaként határozták meg őt.” Peter Travers a Guardiantől azt írta: „Ez egy vadul üdítő, váratlanul izgalmas, sőt megható film.” Desson Thomson a Washington Posttól azt írta: „Elgondolkodtató, provokatív, felszabadító és szórakoztató.”
A Metacritic 85 pontot adott a 100-ból 32 vélemény alapján. Roger Ebert azt nyilatkozta: „Már háromszor láttam Az élet nyomábant. Újra meg akarom nézni -- nem azért, hogy elsajátítsam, vagy hogy jobban emlékezzek rá, -- hanem egyszerűen azért, hogy átéljem ezeket az ötleteket, ezt a szenvedélyt, magát a próbálkozást, hogy megpróbáljak rájönni a dolgokra.” Jay Carr a Boston Globe-tól azt írta: „Érdekfeszítő, lebilincselő, élvezetesen visszautasítja a beskatulyázást.” Stephen Hunter a Washington Posttól azt írta: „Ez egy kultuszfilm, amely kultuszt keres. Valószínűleg talál is egyet. Az biztos, hogy úgy néz ki és olyan érzés, mint egyetlen más film sem, ami valaha készült.”

### Bevétel adatai
A Box Office Mojo szerint 3,1 millió dolláros bevételt ért el, a költségvetésről nincs adat.

## Fontosabb díjak és jelölések
| Esemény                                   | Díj                | Kategória                                              | Eredmény |
| ----------------------------------------- | ------------------ | ------------------------------------------------------ | -------- |
| 2001-es Velencei Nemzetközi Filmfesztivál | CinemAvvenire díj  | Legjobb film                                           | Elnyerte |
| 2001-es Velencei Nemzetközi Filmfesztivál | Laterna Magica díj | külön említés – megosztva a Visszajátszás című filmmel | Elnyerte |
| 2001-es Velencei Nemzetközi Filmfesztivál | Arany Oroszlán díj | Arany Oroszlán díj                                     | Jelölve  |